# Месешеній-де-Сус
Месешеній-де-Сус (рум. Meseșenii de Sus) — село у повіті Селаж в Румунії. Входить до складу комуни Месешеній-де-Жос.
Село розташоване на відстані 384 км на північний захід від Бухареста, 8 км на південний захід від Залеу, 60 км на північний захід від Клуж-Напоки.

## Населення
За даними перепису населення 2002 року у селі проживали 889 осіб. Рідною мовою 887 осіб (99,8%) назвали румунську.
Національний склад населення села:
| Національність | Кількість осіб | Відсоток |
| -------------- | -------------- | -------- |
| румуни         | 863            | 97,1%    |
| цигани         | 24             | 2,7%     |